# 愛媛県住宅供給公社
愛媛県住宅供給公社（えひめけんじゅうたくきょうきゅうこうしゃ）は、愛媛県にある住宅供給公社である。2018年3月31日に解散した。

## 概要
1953年より住宅の分譲を行い、約4,700戸を超える住宅を原価を基本に県民に分譲してきた。民間住宅市場の成熟化や地価下落の影響により、分譲戸数が減少し、経営が悪化してきたことから、2002年に中期経営計画を策定し経営の健全化に努めてきた。しかし未分譲の残る伊予上野団地、豊岡団地、国遠団地の宅地分譲が計画どおり進まず、現状のまま事業を継続しても損失が拡大する見込みであったため、2005年度末に民間事業者等に分譲資産を特別分譲して分譲事業から撤退した。伊予上野団地は民間企業に入札で売却され、豊岡団地･国遠団地はそれぞれ四国中央市土地開発公社、鬼北土地開発公社に売却された。
現在は既分譲住宅に係る瑕疵担保責任の履行、既分譲団地内に残る公社名義の非分譲資産の移管などの残務事業を行なっている。残務処理完了の目途が立ち、愛媛県議会での解散の議決を経て、2018年3月31日付けで国の認可を受け、同日付けで解散した。

## 沿革
- 1953年 - 財団法人愛媛県住宅協会設立。
- 1965年 - 愛媛県住宅供給公社に組織変更。
- 2006年 - 分譲事業から撤退。
- 2018年3月 - 解散。
- 2019年6月 - 清算結了。

## 主な宅地
- 伊予上野団地 - 愛媛県伊予市上野字葉柳
- 豊岡団地 - 愛媛県四国中央市豊岡町大町字江久保
- 国遠団地 - 愛媛県北宇和郡鬼北町大字国遠